# Sepiella inermis
Sepiella inermis är en bläckfiskart som först beskrevs av Van Hasselt och D'Orbigny 1835 in Férussac.  Sepiella inermis ingår i släktet Sepiella och familjen Sepiidae. IUCN kategoriserar arten globalt som otillräckligt studerad. Inga underarter finns listade i Catalogue of Life.